# Агарков, Александр Александрович
Алекса́ндр Алекса́ндрович Ага́рков (15 апреля 1868, Санкт-Петербург — 17 февраля 1932, Харбин) — участник Белого движения на Восточном фронте, генерал-майор (1917). Белоэмигрант, по окончании Гражданской войны жил в Харбине.

## Биография
Родился в 1868 году в Санкт-Петербурге. Среднее образование получил в Санкт-Петербургском первом реальном училище.
В 1888 году окончил Санкт-Петербургское пехотное юнкерское училище. Офицер 18-го стрелкового батальона. В 1917 году — полковник, командир 37-го Сибирского стрелкового запасного полка. 13 октября того же года был уволен в отставку с производством в генерал-майоры.
В 1918 году присоединился к Белому движению на востоке России. 23 июля был определён на службу генералом для поручений при главном начальнике Западно-Сибирского военного округа, а позднее — дежурным генералом штаба Омского военного округа. С 12 июня одновременно являлся временным членом военно-окружного суда в Омске, а с 22 августа того же года — исполняющим дела инспектора военно-спортивных обществ округа.
Эмигрировал в Китай. С 1921 года был директором Харбинских ремесленных курсов. Умер в 1932 году. Похоронен на Новом кладбище в Харбине.